# 潘樹人
潘樹人（1924年2月3日—1992年4月22日），台灣醫師，中華民國中將，國防醫學院醫科三十九期畢業，前國防醫學院院長及軍醫局局長。

## 生平
1924年，潘樹人生於中國江西省上饒縣（今江西省上饒市廣信區）。1942年9月進入當時播遷貴州安順的軍醫學校（今國防醫學院）。1947年，軍醫學校與衛訓所合併，校區遷至上海江灣，於同年畢業後分發至台灣鳳山服務。
1949年進入國防醫學院內科部擔任教官，後任兼任結核病部胸腔科主任。1959年，因內科部主任陳耀翰調任蔣中正的侍從醫官，潘樹人遂升任內科部長。1962年赴德國基森大學醫學院進修，並獲博士學位。
1975年4月至1980年7月期間，潘樹人擔任三軍總醫院院長。在任內為使教學與臨床結合，於1979年將三總改隸於國防醫學院，成為國防醫的直屬教學醫院。儘管如此，院校之間卻因種種因素未能完成實質合併。直到1983年3月，潘樹人擔任國防醫學院院長後，兩校才真正完成徹底合併及改組。同時，腹地狹小的水源院區已逐漸不敷使用，院校內部出現「原地改建」及「覓地建校」兩案。潘樹人率李賢鎧、何邦立、譚開元三位上校至美國考察後，力主覓地搬遷。在潘樹人的推動下，參謀總長郝柏村於1983年批准遷校案，規劃將國防醫學院、三軍總醫院、陸軍衛勤學校、航太醫學中心，以及海底醫學中心，一同搬遷至台北市內湖工兵學校舊址，是為內湖校區。在擔任國醫院長期間，潘樹人力主發展軍陣醫學及航空醫學，邀請何邦立醫師規劃航空醫學中心，但最終因空軍杯葛而作罷。
1981年12月起任國防部軍醫局局長。1989年3月退役後，短暫擔任中心醫院院長，同年7月接任亞東紀念醫院院長至1991年退休。1992年4月，在南京參與世界鴻博基金會會員大會期間，併發嚴重消化道出血，緊急返台入住三軍總醫院。出院返家後不久，即因心律不整於1992年4月22日往生。

## 經歷
- 三軍總醫院院長（1975年4月1日－1980年7月15日）
- 國防部軍醫局局長（1981年12月1日－1983年7月1日、1985年5月15日－1986年11月1日）
- 國防醫學院院長（1983年3月1日－1989年2月28日）、副院長
- 中心醫院院長（1989年3月1日－1989年6月30日）
- 亞東紀念醫院院長（1989年7月1日－1991年4月30日）
- 台灣內科醫學會理事長[14]（第一屆）、名譽理事[15]（第二屆）
- 中德文經協會理事長（1987年8月1日－1992年4月22日）